# Otto Schwerdgeburth

Selbstbildnis des Otto Schwerdgeburth

Otto Schwerdgeburth (* 5. März 1835 in Weimar; † 22. Dezember 1866 ebenda) war ein deutscher Maler. Schwerdgeburth ist der Sohn von Carl August Schwerdgeburth aus dessen zweiter Ehe. Er war Schüler seines Vaters sowie Friedrich Prellers und von 1856 bis 1860 der Akademie Antwerpen. Ab 1860 war er in Weimar tätig, von 1865 bis 1866 in Rom. Seine Malerei ist von Ferdinand Pauwels beeinflusst.
Bilder von Otto Schwerdgeburth hängen im Wallraf-Richartz-Museum in Köln, in der Kunsthalle Bremen und im Hofmuseum Weimar.

## Werke
- Fausts Osterspaziergang, 1864, Öl auf Leinwand, 83,5 × 184,5 cm, Wallraf-Richartz-Museum Köln
- Der Salzburger Protestanten letzter Blick auf die Heimat, Kunsthalle Bremen
- Andreas Hofer, Neues Museum Weimar
- Mutter mit schlafenden Kindern, 54 × 61,5 cm, Privatsammlung Weimar